# Magnus Manske
Magnus Manske (Született Heinrich Magnus Manske, Köln, 1974. május 24. –) német szoftverfejlesztő, biokémikus, bioinformatikus. A Kölni Egyetemen szerzett PhD fokozatot biokémiából. A Wellcome Trust Sanger Institute vezető kutatója Cambridge-ben, az Egyesült Királyságban és a Wikipédiát működtető MediaWiki szoftver egyik első verziójának szoftverfejlesztője.

## Életpályája
Manske a németországi Kölnben született. Biokémiát tanult a Kölni Egyetemen, és 2006-ban doktorált; disszertációja egy nyílt forráskódú molekuláris biológiai eszköz, a GENtle volt.

## Karrier
Hallgatóként Manske az egyik első munkatársa volt a Nupédia internetes enciklopédiának, a Wikipédia elődjének, később pedig a MediaWiki szoftver egyik első verzióját írta, amelyen a Wikipédia fut. 2007 áprilisa óta Manske Cambridge-ben dolgozik a Wellcome Trust Sanger Institute-nál, Manske 2007 áprilisa óta dolgozik Cambridge-ben, a Wellcome Trust Sanger Intézetben, de továbbra is aktívan részt vesz a Wikipédia és testvérprojektjei, a Wikidata és a Wikimedia Commons eszközeinek fejlesztésében.
2012-ben Manske társszerzője volt egy, a Nature-ben megjelent cikknek, amely új módszereket mutatott be a maláriaparaziták fejlődésének területeinek azonosítására, és leírta a malária gyógyszerekkel szembeni rezisztencia feltérképezésének technikáit. A kutatók kifejlesztettek egy olyan technikát, amellyel a maláriaparazita DNS-ét közvetlenül a vérből nyerik ki, ami minimálisra csökkenti a szekvenálás hibáit.